# Erik Pačinda
Erik Pačinda (1989. május 9. –) szlovák válogatott labdarúgó, az FC Košice játékosa.

## Pályafutása
2018 nyarán Peter Hyballa vette át a DAC edzői posztját a válogatotthoz távozó Marco Rossitól. Pačindának azonban nem jött be a váltás, és a kevés játéklehetőség miatt másik csapat után nézett. 2018 októberében aláírt a cseh Viktoria Plzeň csapatához.

### A válogatottban
2018. március 13-án hívták be először a válogatottba. A King's Cup döntőjében az első játékrész második felében gólpasszt adott, majd a második félidő 67.-ik percében, korábbi csapattársa, Ondrej Duda passzából szerzett gólt. A döntőt végül Szlovákia nyerte 3–2-re Thaiföld ellen.
Azóta Pačinda pályára lépett Hollandia és Marokkó ellen is.

## Sikerei, díjai
- MFK Košice
  - Szlovák kupa: 2013–14